# ساندکلود
ساوندکلاود (به انگلیسی: SoundCloud) یک سکوی توزیع صدا به صورت آنلاین است که در برلین آلمان پایه‌گذاری شد. این وبگاه امکان بارگذاری، اشتراک‌گذاری و ترویج فایل‌های صوتی که توسط کاربرانش ساخته می‌شود را فراهم می‌آورد. پروژهٔ ساوندکلاود در ابتدا در استکهلم سوئد شروع شد اما در اوت ۲۰۰۷ توسط دو سوئدی با نام‌های الکس لیونگ و اریک والفورس در آلمان بنیان‌گذاری شد. در ژوئیهٔ ۲۰۱۳ این وبگاه ۴۰ میلیون کاربر ثبت‌شده و ۲۰۰ میلیون شنونده داشته‌است.
از برنامه‌های مشابه این اپ می‌توان به اسپاتیفای و اپل موزیک اشاره کرد. سیاست جذب مخاطب این دامنه باعث جذب بسیاری از تازه کاران و علاقمندان ناشناس و نه چندان مشهور در نوع‌های مختلف موسیقی می‌شود.